# Juglans jamaicensis
Espèce
Classification phylogénétique
Répartition géographique
Statut de conservation UICN

VU : Vulnérable
« »
Juglans jamaicensis, le « noyer antillais », « nogal », ou « palo de nuez » , est une espèce de noyer de la famille des Juglandaceae originaire des Grandes Antilles.

## Répartition
On le trouve à Cuba, Hispaniola (la République dominicaine et Haïti) et à Porto Rico. En fait, il n'est pas originaire de Jamaïque, comme son nom l'indique.

## Descriptif
Il s'agit d'un grand arbre qui peut atteindre 25 m de hauteur. Les feuilles composées sont chacune constituées de plusieurs folioles dentées en forme de lance atteignant 9 cm de long. Les arbres portent des inflorescences mâles et femelles. L'inflorescence mâle, un chaton, atteint 11 cm de long et la femelle un ensemble de fleurs à l'extrémité d'une pousse nouvellement développée. Le fruit est une drupe d'environ 2 à 3 cm de long avec une enveloppe noire et une graine, qui est formée d'une chair de noix comestible à l'intérieur. Le bois attrayant est similaire à celui du noyer noir (« Juglans nigra »).

## Conservation
À Porto Rico, il ne reste que dix à quatorze arbres de cette espèce. Il est également rare à Cuba et à Hispaniola. Il est menacé par la perte d'habitat. Il n'a peut-être jamais été commun, mais des spécimens ont probablement été perdus lors du défrichement de la forêt pour les plantations de café à Porto Rico, et ils ont probablement été récoltés pour le bois.
Cet arbre est protégé par l'Endangered Species Act des États-Unis, où il est répertorié comme une espèce menacée,.